# El sentit d'un final
El sentit d'un final (The Sense of an Ending) és una pel·lícula britànicoestatunidenca del 2017 de drama misteri, dirigida per Ritesh Batra i escrita per Nick Payne. Està basada en la novel·la de Julian Barnes sobre els misteris del passat i protagonitzada per Jim Broadbent, Charlotte Rampling, Harriet Walter, Billy Howle, Emily Mortimer i Michelle Dockery. Ha estat doblada al català.

## Argument
Tony Webster és un home jubilat i divorciat que porta una vida tranquil·la i solitària. La mare de la Verònica, la seva xicota de la universitat, li deixa en el seu testament un diari que custodiava el seu millor amic. Per recuperar el diari, ara en mans d'una Verònica gran i misteriosa, es veurà obligat a retrobar-se amb el seu passat.

## Repartiment
- Jim Broadbent com Anthony 'Tony' Webster
  - Billy Howle com el jove Tony Webster
- Charlotte Rampling com Veronica Ford
  - Freya Mavor com la jove Veronica Ford
- Joe Alwyn com Adrian Finn.
- Andrew Buckley com Adrian Jr.
- Peter Wight com Colin Simpson
  - Jack Loxton com el jove Colin Simpson
- Hilton McRae com Alex Stuart
  - Timothy Innes com el jove Alex Stuart
- Harriet Walter com Margaret, exesposa de Tony
- Emily Mortimer com Sarah Ford, mare de Veronica
- Michelle Dockery com Susie Webster, germana de Tony
- Matthew Goode com Mr. Joe Hunt, professor d'història de Tony
- Edward Holcroft com Jack Ford, germà de Veronica
- James Wilby com David Ford, pare de Veronica